# フェアリー バラクーダ
フェアリー バラクーダ
46cm魚雷を搭載するバラクーダ Mk. II
- 用途：雷撃機
- 分類：艦上爆撃機
- 製造者：フェアリー社
- 運用者：
  -  イギリス（イギリス海軍(艦隊航空隊)）
  -  カナダ（カナダ海軍）
- 初飛行：1940年12月7日
- 生産数：2,607機
- 運用開始：1943年

フェアリー バラクーダ (Fairey Barracuda) は、フェアリー・アビエーション社で生産され、イギリス海軍の艦隊航空隊で運用された艦上雷撃機。複葉の雷撃機フェアリー アルバコアと交代する艦上雷撃機として計画された。エンジンの適合に手間取り、主力の量産型Mk. IIが完成するのに約1年半かかってしまい、旧式のフェアリー ソードフィッシュとの交代も遅れた。

## 開発経緯
1937年に航空省から単葉雷撃機を求める仕様S.24/37に対して、6つの提案があった。このうち、フェアリーとスーパーマリンの設計案が選定され、それぞれに2機の試作機が注文された。フェアリーの試作機は、1940年12月7日に初飛行した。
バラクーダは、全金属製構造の卵型胴体に高翼配置の翼をもつ単葉機であった。主脚は油圧作動の格納式で、車輪は主翼下に格納されたが、支柱は胴体側に格納された。尾輪は露出し、アレスター・フックより後部へ設置された。連接したタンデムの座席に3名の搭乗員を配した。最前席は後方へスライドするキャノピーで、後部の2名は側方へ開くヒンジのキャノピーであった。機体下方の視界を得るため、ナビゲーター席には窓ガラスを設けられた。主翼には、エアブレーキとしてダブル・ヤングマンフラップを備えていた。試作機の尾翼は従来の単尾翼であったが、試験飛行でT字尾翼のような形状になるスタビライザーを取り付けることで、より高い安定性が得られることが確認され、それは2機目の試作機で導入された。
当初、バラクーダはエグゼエンジンを使用することを予定していた。試作機の試験を遅延させたことから、試作機にはマーリン 30エンジン (1,260 hp/940 kW) を搭載して初飛行した。しかし、設計後に加えられた追加装備の重量を生み、結果として量産型バラクーダ Mk. Iは出力不足となった。最初のMk. Iは1942年5月18日に組み立てラインを出た。フェアリーとウェストランドで30機のみ製造され、試験と訓練に使われた。
より高出力なマーリン 32 (1,640 hp/1,225 kW) を搭載し、Mk. Iのように3枚ではなく4枚羽根プロペラを回転したバラクーダ Mk. IIは1942年8月17日に初飛行し、1,688機が量産された。フェアリーのストックポート工場とリングウェイ工場で675機、ブラックバーン・エアクラフトで700機、ボールトンポールで300機、ウェストランド・エアクラフトで13機が製造された。Mk. IIは、パイロットから強力なフラップを高評価され、良好な視界を確保できることも空母着艦を容易にさせた。

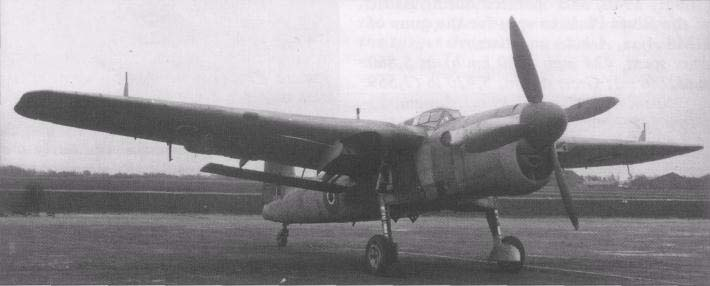
バラクーダ Mk. V

Mk. IIは、翼上に八木アンテナを搭載し、メートル波長ASVレーダーも搭載した。対潜任務向けのMk. IIIは、後部胴体にASVレーダーを格納した。Mk. IIIは、フェアリーで406機、ボールトンポールで392機が生産された。
Mk. IVは製図も残っていないが、Mk. Vではマーリンエンジンをグリフォンエンジンへ換装された。グリフォンへの換装により出力とトルクの増加は、様々な航空力学的な変更を必要とした。垂直尾翼は大型化され、翼面積を増して翼端は楕円形状にされた。1944年11月16日に初飛行したが、ヨーロッパ戦線の終結までに製造されたのは37機であった。バラクーダは全型で合計2,607機が生産された。
バラクーダは、不可解な事故が高い確率で発生した。それらはベテランのパイロットでも起きた。1945年に油圧システムの液漏れが事故の起因であると判明した。この液漏れがエーテルを含み、パイロットの顔面に噴出すると意識を失い、事故に直結した。ほとんど酸素マスクを備えておらず、3,000メートル以下では必要もなかったことから滅多に付けていなかった。1945年5月末に海軍省から改善の要求が出された。

## 戦歴

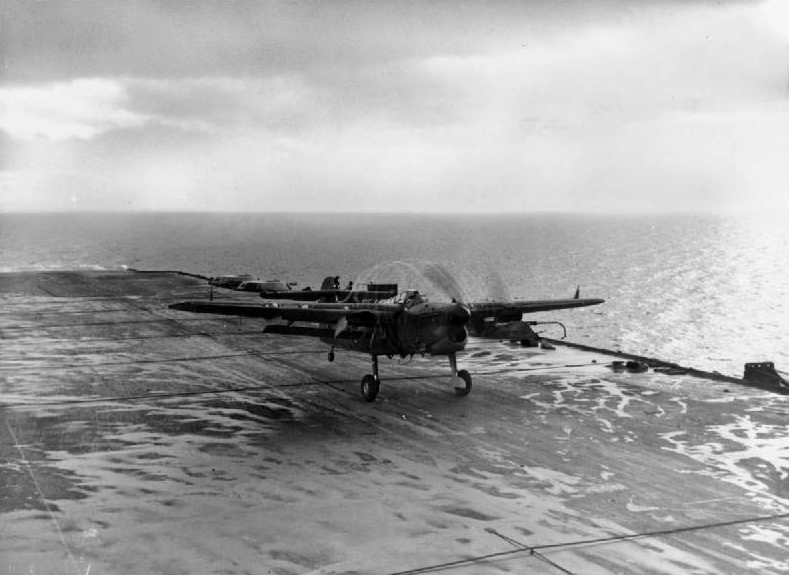
空母イラストリアスから発艦するバラクーダ

バラクーダは、1943年1月10日に第827飛行隊への部隊配備が運用開始である。全部で23個の飛行隊がバラクーダを装備したが、ほとんどが北大西洋での哨戒任務に就いた。最初の攻撃任務は、1943年7月にノルウェー沖で空母イラストリアスの第810飛行隊によって行われた。1943年にはアヴァランチ作戦を支援するため地中海に展開した。 1944年からレーダーを装備したMk. IIIと併用され、対潜哨戒の任務に運用された。
1943年に空軍はMk. IIを採用し、まず第567飛行隊が機種転換した。1944年には、第667飛行隊、第679飛行隊、第691飛行隊が装備した。すべて、1945年3月から7月にかけて退役した。
バラクーダは急降下爆撃機としても使われ、ドイツの戦艦「ティルピッツ」に対する大規模な攻撃タングステン作戦で主力を担った。1944年4月3日、空母「ヴィクトリアス」と空母「フューリアス」から発進した42機のバラクーダは、1機を撃墜されたものの14発の直撃弾を与えた。この攻撃で、ティルピッツは2か月以上の間、行動不能となった。
1944年4月からイラストリアスの第827飛行隊が日本軍に対する攻撃を始めた。バラクーダは、スマトラのサバンへの空襲（コックピット作戦）に参加した。太平洋の高温環境に影響され、バラクーダの行動半径が30%も減り、イギリス太平洋艦隊の艦隊空母はTBFへ機種転換した。1945年6月にイギリス太平洋艦隊に加わった艦隊軽空母は、それぞれバラクーダ1個飛行隊とコルセア1個飛行隊を搭載しており、対日戦終結まで4個飛行隊がバラクーダを運用した。
TBFと順次交代していったが、1950年代中期までイギリス海軍において運用された。
今日、衝突したバラクーダ2機の残骸が残されているが、組み立てるのに必要な十分な部品がないため、バラクーダの展示は存在しない。

## 派生型
Mk. I
初期生産型。30機生産。
Mk. II
雷撃型。ロールス・ロイス マーリン 30からマーリン 32に換装。プロペラを4翅化。他社の生産も含め1,688機生産。
Mk. III
対潜水艦型。852機生産。
Mk. V
対日戦用にロールス・ロイス グリフォンに換装してエンジンを強化。37機生産。

## 運用者
- イギリス
  - イギリス海軍
  - FAA
- カナダ
  - カナダ海軍

## 仕様
バラクーダ Mk. II
- 乗員：3名
- 全長：12.1 m
- 全幅：15.0 m
- 全高：4.6 m
- 翼面積：37.62 m²
- 空虚重量：4,445 kg
- 最大離陸重量：6,386 kg

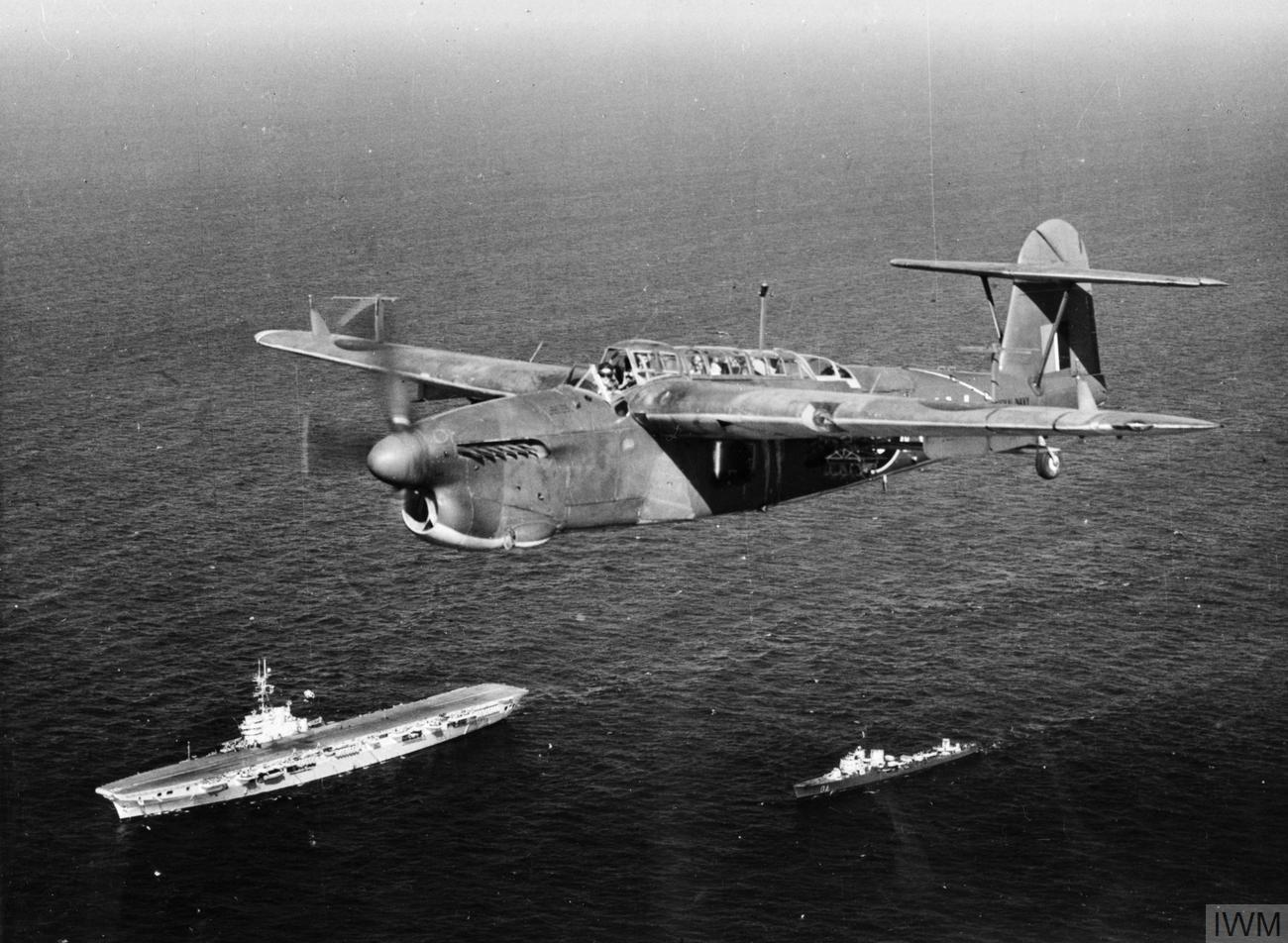
降伏したイタリア艦を護衛する空母ヴェネラブルと上空警戒するバラクーダ Mk. II

Fairey Barracuda

- エンジン：ロールス・ロイス マーリン32 液冷12気筒 1,640 hp
- 最大速度：367 km/h(高度500mで463km/h[2])
- 巡航速度：311 km/h
- 上昇限度：6,585 m
- 航続距離：1,165 km
- 武装
  - ヴィッカーズ 7.7mm 機関銃 × 2
  - 最大搭載量：726kg（5箇所）
    - 魚雷 × 1
    - 爆弾、機雷、爆雷

## 登場作品
『ブレイジングエンジェルス2 シークレットミッション・オブ・WWII』
特定のミッション限定のプレイヤー機体として選択可能。
『鋼鉄の咆哮シリーズ』
イギリスの攻撃機として登場。兵器生産タイプをイギリスにした場合はプレイヤーも使用可能。
『戦艦少女R』
プレイヤーが開発可能な機体として登場。
『アズールレーン』
ロイヤルの攻撃機として「バラクーダ」が、エース機「バラクーダ(831中隊)」が登場する。
『艦隊これくしょん -艦これ-』
軽空母や正規空母の艦載機(艦上攻撃機)として「Barracuda Mk.II」「Barracuda Mk.III」が登場する。